# مایکل کلاپ
مایکل سیسیل کلاپ ، (متولد ۲۲ فوریه ۱۹۳۲) یک افسر ارشد بازنشسته نیروی دریایی سلطنتی است که فرماندهی گروه تهاجمی آبی خاکی بریتانیا ، گروه وظیفه ۳۱۷ در جنگ فالکلند را بر عهده داشت.